# Abel Fleury
Pour les articles homonymes, voir Fleury.
Abel Fleury né le 5 avril 1903 à Dolores et décédé le 9 août 1958 à Buenos Aires est un guitariste et compositeur argentin.
Deux de ses compositions les plus célèbres sont sans doute "Estilo Pampeano" et "Milongueo del Ayer".

## Vidéos
- Une interprétation de "Milongueo del Ayer" sur Youtube
- Une interprétation de "Estilo Pampeano" sur Youtube